# 348 f.Kr.

## Händelser

### Efter plats

#### Persiska riket
- Efter att ha belägrats av den persiske kungen Artaxerxes III:s styrkor intas Sidon och dess befolkning bestraffas med utstuderad grymhet.

#### Grekland
- Atenarnas hjälp till sina städer i Makedonien avleds av ett uppror i Euboeia, vilket Filip II har anstiftat. Filip erövrar staden Olynthos i Chalkidike, varvid han annekterar hela Chalkidike till Makedonien.
- Staden Eretria på ön Euboeia gör framgångsrikt uppror mot Aten och utropar sin självständighet. Den atenske statsmannen och generalen Fokions taktiska kunnande räddar en atensk styrka, som har skickats att bekämpa Filip II:s anhängare på Euboeia.

#### Romerska republiken
- Rom och Karthago sluter ett handelsavtal enligt vilket Karthago inte skall anfalla de latinska stater som är trogna Rom. Detta avtal visar, att Rom nu är den dominerande makten i det latinska förbundet.

## Födda

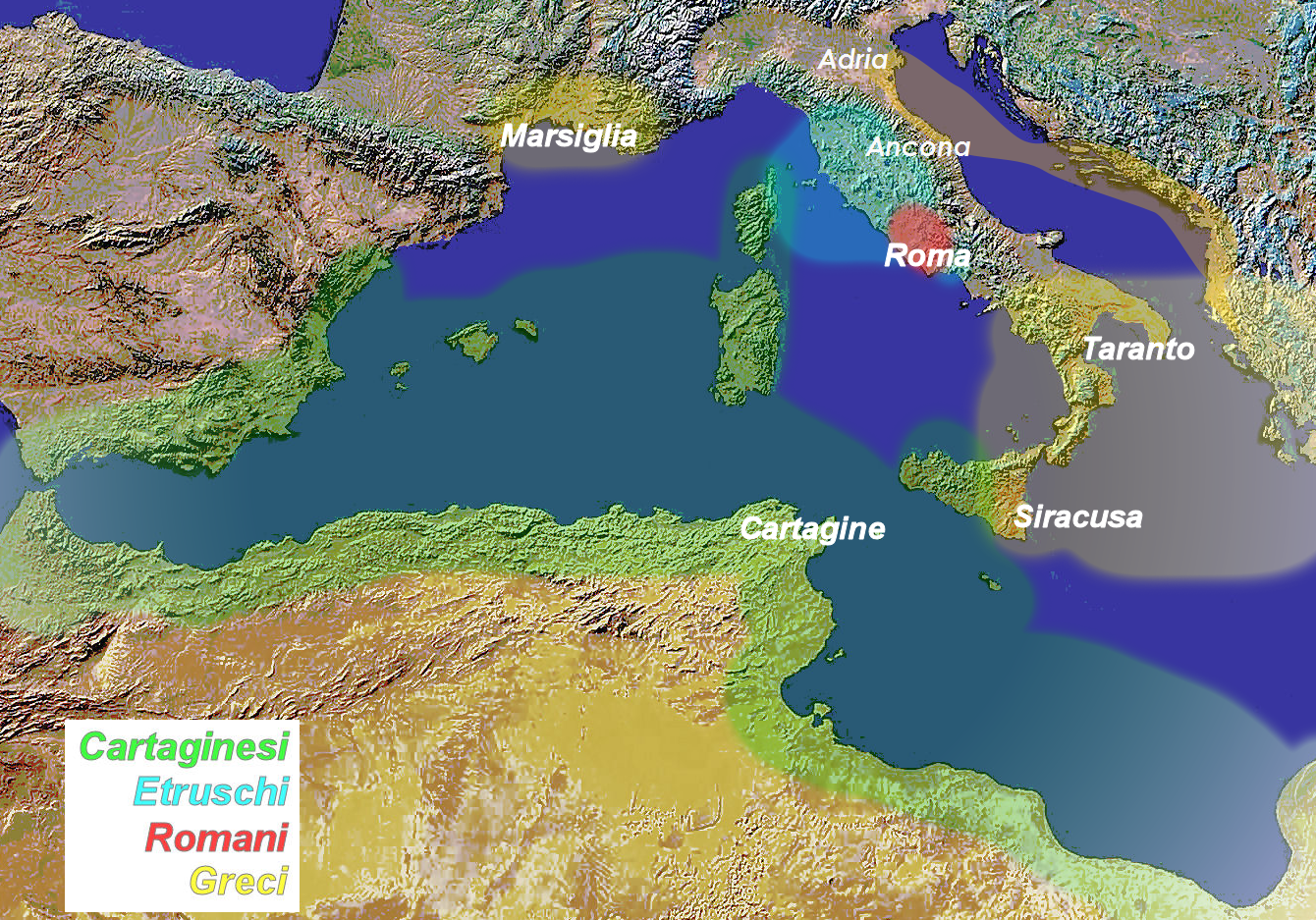
Västra Medelhavet 348 f.Kr.